# Опасан лет
Опасан лет (енгл. Plane) амерички је акциони трилер из 2022. године. Режију потписује Жан-Франсоа Рише, по сценарију Чарлса Каминга, док главне улоге тумаче Џерард Батлер и Мајк Колтер. Прати пилота који је преживео последице принудног слетања на непријатељску територију.
Приказан је 13. јануара 2023. године у Сједињеним Америчким Државама, односно 26. јануара исте године у Србији. Добио је углавном позитивне рецензије критичара и зарадио 51 милиона долара широм света.

## Радња
Пилот се нађе ухваћен у ратној зони након што је приморан да спусти свој комерцијални авион током страшне олује.

## Улоге
| Глумац             | Улога         |
| ------------------ | ------------- |
| Џерард Батлер      | Броди Торанс  |
| Мајк Колтер        | Луј Гаспар    |
| Јосон Ан           | Самјуел Дели  |
| Тони Голдвин       | Скарсдејл     |
| Данијела Пинеда    | Бони Лејн     |
| Кели Гејл          | Кејти Хемптон |
| Реми Аделеке       | Шелбек        |
| Џои Слотник        | Мет Синклер   |
| Еван Дејн Тејлор   | Дату Џунмар   |
| Кларо де лос Рејес | Хаџан         |
| Кели Гејл          | Кејти Дар     |
| Хејли Хекинг       | Данијела      |
| Лили Круг          | Бри Тејлор    |
| Квин Макферсон     | Рајли Донахју |